# Radikal 159

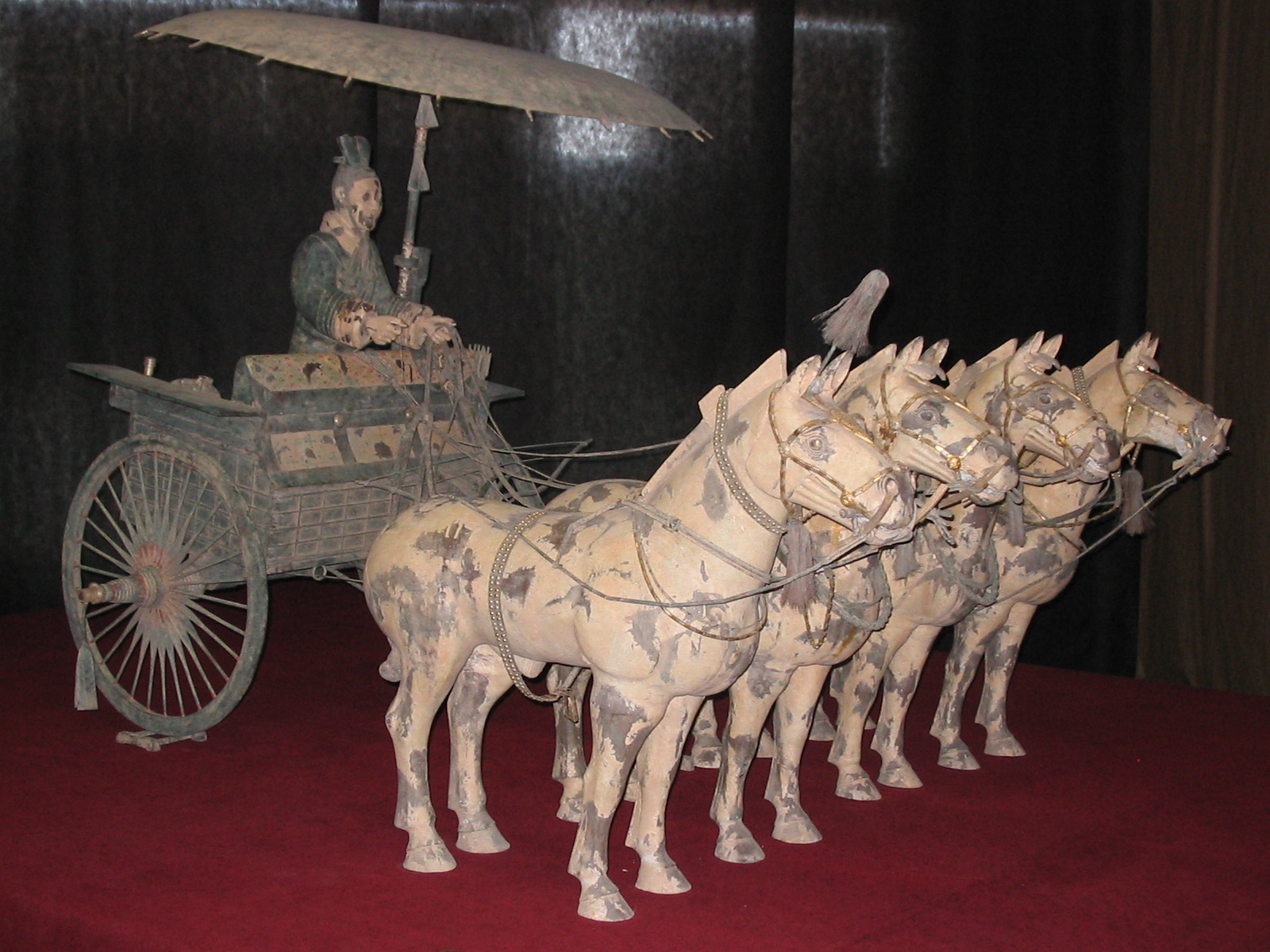
Altchinesischer Streitwagen der Terrakotta-Armee

Radikal 159 mit der Bedeutung „Wagen“, „Rad“ ist eines von zwanzig der 214 traditionellen Radikale der chinesischen Schrift, die mit sieben Strichen geschrieben werden.
Mit 77 Zeichenverbindungen in Mathews’ Chinese-English Dictionary gibt es relativ viele Schriftzeichen, die unter diesem Radikal im Lexikon zu finden sind.
Das Radikal „Wagen“ nimmt nur in der Langzeichen-Liste traditioneller Radikale, die aus 214 Radikalen besteht, die 179. Position ein. In modernen Kurzzeichen-Wörterbüchern kann es sich an ganz anderer Stelle finden. Im Neuen chinesisch-deutschen Wörterbuch aus der Volksrepublik China steht 车 zum Beispiel an 100. Stelle.
Der Wagen wird von oben gesehen. Die Siegelschrift zeigt deutlich einen chinesischen zweirädrigen Wagen in der Aufsicht: Oben und unten symbolisieren die beiden Horizontalstriche die beiden Räder, in der Mitte ist der Wagenkasten zu erkennen.
Im zusammengesetzten Zeichen fungiert 車 häufig als Sinnträger und stellt das Bedeutungsfeld Wagen her wie zum Beispiel in 轴 (= Achse), 轮 (lun = Rad), 辈 (bei = Generation, war ursprünglich eine Einheit aus 100 Wagen), 载 (zai = beladen). Die Urbedeutung von 車 ist Armee, in der Kriegswagen eine große Rolle spielten. Das schlägt sich auch im Zeichen für Armee nieder, das den Wagen als entscheidende Komponente enthält: 軍 (jun = Armee). Der Deckel (冖) auf dem Wagen ist jedoch kein Dach, sondern ging aus der Komponente 匀 (yun = gleichmäßig) hervor und ist daher (ein nicht mehr erkennbarer) Lautträger.
Die Grundbedeutung des kombinierten Zeichens 库 (ku = Lagerhaus) ist Unterstellplatz für die Kampfwagen, daher die Komponenten 广 (yan = Unterkunft) plus 車 (Wagen).
In linker Position im Zeichen ist der untere Horizontalstrich von 车 als schräg nach rechts oben weisender 提 Strich auszuführen wie in 軌 (gui = Gleis) oder 转 (zhuan = rotieren).
Das Kurzzeichen des Radikals ist 车; mit 車 ist von 8ECA bis 轥 8F65 codiert, anschließend daran mit 车 von 8F66 bis 辚 8F9A.

## Schriftzeichenverbindungen, die vom Radikal 159 regiert werden
| Striche | Zeichen                                                                    |                                  |
| ------- | -------------------------------------------------------------------------- | -------------------------------- |
| +0      | 車                                                                         | 车                               |
| +01     | 軋                                                                         | 轧                               |
| +02     | 軌 軍                                                                      | 轨                               |
| +03     | 軎 軏 軐 軑 軒 軓 軔 軕                                                    | 轩 轪 轫                         |
| +04     | 軖 軗 軘 軙 軚 軛 軜 軝 軞 軟 軠 軡 転 軣                                  | 转 轭 轮 软 轰                   |
| +05     | 軤 軥 軦 軧 軨 軩 軪 軫 軬 軮 軯 軰 軱 軲 軳 軴 軵 軶 軷 軸 軹 軺 軻 軼 軽 | 轱 轲 轳 轴 轵 轶 轷 轸 轹 轺 轻 |
| +06     | 軭 軾 軿 輀 輁 輂 較 輄 輅 輆 輇 輈 載 輊 輋 輌                            | 轼 载 轾 轿 辀 辁 辂 较          |
| +07     | 輍 輎 輏 輐 輑 輒 輓 輔 輕                                                 | 辄 辅 辆                         |
| +08     | 輖 輗 輘 輙 輚 輛 輜 輝 輞 輟 輠 輡 輢 輣 輤 輥 輦 輧 輨 輩 輪 輫 輬 輦 輪 | 辇 辈 辉 辊 辋 辌 辍 辎          |
| +09     | 輭 輮 輯 輰 輱 輲 輳 輴 輵 輶 輷 輸 輹 輺 輻 輼 輻                         | 辏 辐 辑 辒 输 辔                |
| +10     | 輽 輾 輿 轀 轁 轂 轃 轄 轅                                                 | 辕 辖 辗                         |
| +11     | 轆 轇 轈 轉 轊 轋 轌                                                       | 辘                               |
| +12     | 轍 轎 轏 轐 轑 轒 轓 轔                                                    | 辙 辚                            |
| +13     | 轕 轖 轗 轘 轙 轚                                                          |                                  |
| +14     | 轛 轜 轝 轞 轟                                                             |                                  |
| +15     | 轠 轡 轢 轢                                                                |                                  |
| +16     | 轣 轤                                                                      |                                  |
| +20     | 轥                                                                         |                                  |

 Im Unicodeblock Kangxi-Radikale ist das Radikal 159 unter der Codepointnummer 12.190 (U+2F9E) codiert.